# Andrej III. Ogrski
Andrej III. Benečan (madžarsko III. Velencei András, hrvaško Andrija III. Mlečanin, slovaško Ondrej III.) je bil od leta 1290 do 1301 kralj Ogrske in Hrvaške, * okoli 1265, † 14. januar 1301.
Andrejev oče Štefan Posmrtni je bil sin Andreja II. Ogrskega, rojen po očetovi smrti. Andrej III. je prišel na prestol kljub temu, da so strici njegovega očeta imeli za pankrta. Odrasel je v Benetkah in prvič prišel na Ogrsko na vabilo uporniškega barona Ivana Kőszegija leta 1278. Kőszegi je poskušal z Andrejem izigrati Ladislava IV. Ogrskega, vendar mu zarota ni uspela in Andrej se je moral vrniti v Benetke. 
Andrej III. je bil zadnji moški član dinastije Árpád in bil za kralja izvoljen po smrti Ladislava IV. leta 1290. Bil je prvi ogrski monarh, ki je moral ob kronanju objaviti listino, s katero je potrdil privilegije plemstva in duhovščine. Za ogrski prestol so se potegovali trije kandidati: Albreht Avstrijski, Marija Ogrska in neznan avanturist. Andrej III. je slednjega izgnal iz države in prisilil Albrehta Avstrijskega, da najkasneje v enem letu sklene mir. Marija Ogrska in njeni potomci se zahtevi po ogrskem prestolu niso odrekli. Andrejevi glavni podporniki so bili ogrski škofi in Andrejeva družina po materini strani, ki je živela v Benetkah. Vodilni slavonski in hrvaški mogotci so njegovi oblasti nasprotovali.
Ogrska je bila med njegovim vladanjem država anarhije. Vplivni družini Kőszegi in Csák in več drugih so na svojih domenah vladali povsem avtonomno in se vsako leto uprli njegovi oblasti. Po Andrejevi smrti je rodbina Árpád izumrla. Izbruhnila je državljanska vojna, ki je trajala več kot dve desetletji in se končala z zmago Karla Roberta, vnuka Marije Ogrske.

## Otroštvo (okoli 1265-1278)
Andrej je bil sin Štefana Posmrtnega, samozvanega vojvode Slavonije, in njegove druge žene Tomasine Morosini. Andrejevega očeta je po smrti njegovega očeta Andreja II. Ogrskega rodila njegova tretja žena Beatrice D'Este. Starejša sinova Andreja II., Béla IV. in Halim Koloman, sta Beatrice D'Este obtožila prešuštva in Štefana Posmrtnega zavrnila kot zakonitega brata. Andrejeva mati Tomasina Morosini je bila hči bogatega beneškega patricija Micheleja Morosinija. Natančen datum Andrejevega rojstva ni znan. Po mnenju zgodovinarjev Tiborja Almásija, Gyule Kristója in Atile Zsoldosa se je rodil okoli leta 1265. Štefan Posmrtni je pred svojo smrtjo leta 1272 za Andrejevega varuha imenoval dva ženinega sorodnika. Eden od njiju je bil njen brat   Albertino Morosini.

## Kandidat za ogrski prestol (1278-1290)
Andrej je prišel prvič na Ogrsko leta 1278 na vabilo mogotca Ivana Kőszegija. Kőszegi je nameraval z Andrejem izigrati Ladislava IV. Ogrskega. Andrej, ki je bil razen kralja edini še živi moški član kraljeve rodbine, je privzel naslov "vojvoda Slavonije, Dalmacije in Hrvaške" in prišel do Blatnega jezera. Ker na pohodu ni dosegel ničesar, se je jeseni vrnil v Benetke.
Na Ogrsko se je vrnil na začetku leta 1290. Tokrat je prišel na zahtevo esztergomskega nadškofa Lodomerja, ki  je nameraval s pomočjo Ivana Kőszegija odstaviti Ladislava IV. in ga izobčiti. Kőszegijev nasprotnik Arnold Hahót je pred tem povabil Andreja v trdnjavo Štrigova in ga aretiral. Od tam ga je poslal na Dunaj, kjer ga je avstrijski vojvoda Albreht I. obdržal v ujetništvu.
10. julija 1290 so Ladislava IV. umorili trije kumanski morilci. Nadškof Lodomer je po njegovi smrti poslal na Dunaj dva meniha, ki sta Andreja obvestila o kraljevi smrti. Andreja so s pomočjo menihov osvobodili in z Dunaja je takoj odhitel na Ogrsko.

## Vladanje

### Kronanje in drugi kandidati za prestol (1290-1293)
Po Andrejevem prihodu so njegovi nasprotniki poskušali podkupiti Teodorja Tengerdija, predstojnika székesfehérvárskega zbora kanonikov, da ne bi izročil svete ogrske krone, ker bo kmalu postal kralj. Tengerdi je njihovo ponudbo zavrnil. Nadškof Lodomer je 23. julija v Székesfehérvárju kronal Andreja za kralja. Gospoda in prelati so mu prisegli zvestobo šele potem, ko je izdal listino, ki je obljubljala obnovo notranjega miru in spoštovanje privilegijev plemstva in duhovščine. Andrej je nato na najvišje državne položaje imenoval najmočnejše plemiče, ki so leta upravljali svoje domene neodvisno od vladarja. Amadeus Aba, ki je imel posesti v severovzhodnih delih kraljestva, je postal palatin, Ivan Kőszegi, gospodar zahodnih delov Zadonavja, je postal zakladnik, Roland Borsa pa je ostal vojvoda Transilvanije. Andrej je pred 1. septembrom sklical državni zbor. Da bi končal anarhijo, je prelatom baronom in plemičem ukazal uničiti gradove, ki so bili postavljeni brez kraljevega dovoljenja, in vrniti posestva, ki so bila protipravno zasežena njihovim zakonitim lastnikom. Na zboru je obljubil, da bo med svojim vladanjem zbor sklical vsako leto.
Na Ogrskem je bilo tudi več drugih kanidatov za prestol. Rudolf I. Habsburški je trdil, da Ogrska po smrti Ladislava IV., ki je umrl brez otrok, ni upoštevala njegovih dednih pravic. Ladislavov stari oče Béla IV. je namreč med invazijo Mongolov na Ogrsko prisegel zvestobo svetemu rimskemu cesarju Frideriku II. Papež Inocenc IV. je Bélo IV. odvezal od prisege, Rudolf I. pa je kljub temu poskušal 31. avgusta 1290 na ogrski prestol postaviti svojega sina Albrehta Avstrijskega.
Drugi zahtevnik je bil samooklicani "Andrej, vojvoda Slavonije" - pustolovec, ki je trdil, da je mlajši brat umrlega Ladislava IV. Izpodbijal je Andrejevo pravico do prestola in iz Poljske napadel Ogrsko. Kmalu zatem je bil prisiljen vrniti se na Poljsko, kjer je bil umorjen.
Andrej se je pred koncem leta 1290 poročil s Fenenno, hčerko Ziemomysla iz Kuyavije. Na začetku leta 1291 je v Nagyváradu (Oradea) sklical zbor baronov in plemstva petih grofij z ozemlja vzhodno od Tise (Bihar, Kraszna, Szabolcs, Szatmár in Szolnok). Na zboru so zaradi velikih prestopkov izobčili Štefana Balogsemjéna, odločnega zagovornika pokojnega Ladislava IV. Andrej je z zbora odšel v Gyulafehérvár (Alba Iulia), kjer je februarja ali marca lokalnemu plemstvu, Sasom, Székelyjem in Romunom objavil svoje odloke z zbora leta 1290. Približno takrat je odpustil Amadeusa Abo in za palatina imenoval Ivana Kőszegija.
Marija Ogrska, sestra kralja Ladislava IV. in žena Karla II. Neapeljskega, je aprila 1291 objavila svojo zahtevo po ogrskem prestolu. Babonići, Frankopani, Šubići in drugi vodilni hrvaški in slavonski plemiči so jo podprli in priznali za zakonito ogrsko vladarico. Andrejeva glavna skrb je kljub temu ostala zahteva Albrehta Avstrijskega, zato je napadel Avstrijo in Albrehta prisilil, da je umaknil svoje garnizije iz več trdnjav, vključno s Pressburgom (Bratislava) in Sopronom, ki jih je zasedel leto prej. Večino trdnjav so pred Albrehtovo zasedbo posedovali Kőszegiji. Vojna se je končala s sklenitvijo Hainburškega mirovnega sporazuma 26. avgusta 1291. Sporazum sta tri dni kasneje na srečanju v Köpcsényju (Kopčany) potrdila oba vladarja. Sporazum je določal uničenje vseh trdnjav, ki jih je Albreht zasegel Kőszegijem. Kőszegiji so se temu spomladi 1292 odkrito uprli in za ogrskega kralja priznali Marijinega sina Karla Martela. Kraljeve sile so julija 1292 upor zatrle. Naslednji mesec so Andreja na potovanju v Slavonijo Kőszegiji ujeli in aretirali. Andrejevi podporniki so Kőszegijem za talce poslali Andrejeve sorodnike in kralja so čez štiri mesece osvobodili.

### Upori in poskusi utrditve države (1293–1298)
Andrejeva mati Tomasina se je na njegovo prošnjo leta 1293 preselila na Madžarsko. Imenoval ko je za skrbnico Hrvaške, Dalmacije in Slavonije. Babonići, Šubići in dalmatinska mesta so zaradi njene dejavnosti priznali Andrejevo vladavino. Andrej je obiskal severne predele Madžarske in februarja naročil revizijo preteklih nepovratnih delitev zemljišč. Po vrnitvi v Budim je Amadeusa Abo ponovno imenoval za palatina. Avgusta se je dogovoril za poroko med sestrično Konstanco Morosini in Vladislavom, sinom srbskega kralja Štefana Dragutina, ki je pred tem priznaval zahtevo Karla Martela po madžarski kroni.
Vojvoda Transilvanije Roland Borsa je 23. maja 1294 oblegal trdnjavo varadskega škofa Benedikta v Fenesu (Finiș) in ga aretiral. Andrej je sklical generalno skupščino in Rolanda Borso izobčil. Po mnenju zgodovinarja Atile Zsoldosa je ob tej priložnosti Nikolaja Kőszegija imenoval za palatina. Andrej je nato oblegal trdnjavo Borsa pri Adorjánu (Adrian). Obleganje je trajalo tri mesece, preden je trdnjava oktobra padla. Andrej je Rolanda Borso na položaju vojvode Transilvanije zamenjal z Ladislavom III. Kanom, Borsa pa je kljub temu obdržal vse svoje posesti vzhodno od Tise.
Hrvaški ban Pavel Šubić se je ponovno obrnil proti Andreju in se na začetku leta 1295 priključil taboru Karla Martela, ki je avgusta tistega leta umrl. Nekaj mesecev kasneje so se Andreju uprli tudi Babonići.
Na začetku naslednjega leta je nedavno ovdoveli kralj Andrej obiskal Dunaj in se dogovoril za poroko z Albrehtovo hčerko Agnezo. Kmalu zatem so se mu uprli Kőszegi. Upornikom je napovedal vojno, nadškof Lodomer pa jih je izobčil. Andrej je z Albrehtovo pomočjo oktobra osvojil glavno trdnjavo upornikov Kőszeg, njih samih pa ni mogel ukrotiti. Zdi se, da je Andrejeva mati konec leta umrla, ker so omembe njenih dejavnosti izginile iz sodobnih dokumentov.
Matej III. Csák, ki ga je Andrej leta 1296 imenoval za palatina, se je konec leta 1297 obrnil proti Andreju. Andrejev odločni zagovornik, nadškof Lodomer, je približno v istem času umrl. V začetku februarja 1298 je Andrej na Dunaju obiskal avstrijskega vojvodo Albrehta in mu obljubil, da ga bo podprl proti nemškemu kralju Adolfu Nassauskemu. Poslal mu je pomožno četo vojakov, Albreht pa je 2. julija v bitki pri Göllheimu razbil vojsko kralja Adolfa.

### Zadnja leta (1298-1301)
Andrej je poleti 1298 v Pešti sklical skupščino prelatov, plemičev, Székelyjev in Kumanov. V preambuli odlokov, sprejetih na skupščini, je omenjena "ohlapnost gospoda kralja". Odloki so kralja pooblastili, da uniči brez dovoljenja zgrajene trdnjave, odredili kaznovanje tistih, ki so s silo zasegli zemljišča, obenem pa so Andreju grozili z izobčenjem, če odlokov ne bo izvedel. Na skupščini je za vojvodo Slavonije imenoval svojega strica Albertina Morosinija. Po zasedanju skupščine je Andrej sklenil neformalno zavezništvo s petimi vplivnimi plemiči - Amadeusom Abo, Štefanom Ákosem, Dominikom Rátótom, Demetrijem Balasso in Pavlom  Szécsem, ki so izjavili, da so ga pripravljeni podpreti proti papežu in škofom. Gregor Bicskei, škof-elektor in apostolski administrator Esztergoma, je prelatom prepovedal udeležbo na novi skupščini, sklicani leta 1299. Prelati so ignorirali nadškofov ukaz, Andrej pa mu je odvzel grofijo Esztergom.
Skupina močnih plemičev, vključno s Šubići, Kőszegi in Csáki, je zaprosila Karla II. Neapeljskega, naj pošlje na Ogrsko svojega dvanajstletnega vnuka Karla Roberta, da postane ogrski kralj. Mladi Karel Robert se je avgusta 1300 izkrcal v Splitu. Večina hrvaških in slavonskih plemičev in vsa dalmatinska mesta, razen Trogira, ga je priznala za svojega kralja. Karel Robert je iz Splita odšel v Zagreb. Medtem so se Kőszegi in Matej Csák za nekaj časa spravili s kraljem in preprečili Karlov prihod na Ogrsko. Andrejeva delegacija k Svetemu sedežu je opazila, da papež Bonifacij VIII. ne podpira avanture Karla Roberta. Andrej, ki je bil že nekaj časa slabega zdravja, je nameraval aretirati svojega nasprotnika, a je 14. januarja 1301 umrl. Zgodovinarja Attila Zsoldos in Gyula Kristó trdita, da nekaj sodobnih govoric kaže, da je bil zastrupljen, vendar se tega ne da dokazati.
Andrej je bil pokopan v frančiškanski cerkvi v Budimu. Leto kasneje ja palatin Štefan Ákos omenil Andreja kot "zadnjo zlato vejo" drevesa družine kralja Štefana, ker je po Andrejevi smrti prva ogrska vladarska rodbina Árpád izumrla. Po Andrejevi smrti se je začela državljanska vojna med rivali za ogrski prestol, v kateri so sodelovali Karel Robert, Venčeslav III. Češki in Oton III. Bavarski in je trajala sedem let. Končala se je z zmago Karla Roberta, ki je bil prisiljen nadaljevati vojno proti Kőszegijem, Abasom, Mateju Csáku in drugim vplivnim plemičem, ki je trajala do začetka 20. let 14. stoletja.

## Družina

### Predniki
|  |                          |  |  |  |  |  |  |  |  |  |  |  |  |  |  |  |
|  | 16. Géza II. Ogrski      |  |  |  |  |  |  |  |  |  |  |  |  |  |  |  |
|  |                          |  |  |  |  |  |  |  |  |  |  |  |  |  |  |  |
|  |                          |  |  |  |  |  |  |  |  |  |  |  |  |  |  |  |
|  | 8. Béla III. Ogrski      |  |  |  |  |  |  |  |  |  |  |  |  |  |  |  |
|  |                          |  |  |  |  |  |  |  |  |  |  |  |  |  |  |  |
|  |                          |  |  |  |  |  |  |  |  |  |  |  |  |  |  |  |
|  | 17. Eufrozina Kijevska   |  |  |  |  |  |  |  |  |  |  |  |  |  |  |  |
|  |                          |  |  |  |  |  |  |  |  |  |  |  |  |  |  |  |
|  |                          |  |  |  |  |  |  |  |  |  |  |  |  |  |  |  |
|  | 4. Andrej II. Ogrski     |  |  |  |  |  |  |  |  |  |  |  |  |  |  |  |
|  |                          |  |  |  |  |  |  |  |  |  |  |  |  |  |  |  |
|  |                          |  |  |  |  |  |  |  |  |  |  |  |  |  |  |  |
|  | 18. Raynald Châtillonski |  |  |  |  |  |  |  |  |  |  |  |  |  |  |  |
|  |                          |  |  |  |  |  |  |  |  |  |  |  |  |  |  |  |
|  |                          |  |  |  |  |  |  |  |  |  |  |  |  |  |  |  |
|  | 9. Agneza Antioška       |  |  |  |  |  |  |  |  |  |  |  |  |  |  |  |
|  |                          |  |  |  |  |  |  |  |  |  |  |  |  |  |  |  |
|  |                          |  |  |  |  |  |  |  |  |  |  |  |  |  |  |  |
|  | 19. KOnstanca Antioška   |  |  |  |  |  |  |  |  |  |  |  |  |  |  |  |
|  |                          |  |  |  |  |  |  |  |  |  |  |  |  |  |  |  |
|  |                          |  |  |  |  |  |  |  |  |  |  |  |  |  |  |  |
|  | 2. Štefan Posmrtni       |  |  |  |  |  |  |  |  |  |  |  |  |  |  |  |
|  |                          |  |  |  |  |  |  |  |  |  |  |  |  |  |  |  |
|  |                          |  |  |  |  |  |  |  |  |  |  |  |  |  |  |  |
|  | 20. Azzo VI. d'Este      |  |  |  |  |  |  |  |  |  |  |  |  |  |  |  |
|  |                          |  |  |  |  |  |  |  |  |  |  |  |  |  |  |  |
|  |                          |  |  |  |  |  |  |  |  |  |  |  |  |  |  |  |
|  | 10. Aldobrandino d'Este  |  |  |  |  |  |  |  |  |  |  |  |  |  |  |  |
|  |                          |  |  |  |  |  |  |  |  |  |  |  |  |  |  |  |
|  |                          |  |  |  |  |  |  |  |  |  |  |  |  |  |  |  |
|  | 21. (Zofia) Aldobrandini |  |  |  |  |  |  |  |  |  |  |  |  |  |  |  |
|  |                          |  |  |  |  |  |  |  |  |  |  |  |  |  |  |  |
|  |                          |  |  |  |  |  |  |  |  |  |  |  |  |  |  |  |
|  | 5. Beatrice d'Este       |  |  |  |  |  |  |  |  |  |  |  |  |  |  |  |
|  |                          |  |  |  |  |  |  |  |  |  |  |  |  |  |  |  |
|  |                          |  |  |  |  |  |  |  |  |  |  |  |  |  |  |  |
|  | 1. Andrj III. Ogrski     |  |  |  |  |  |  |  |  |  |  |  |  |  |  |  |
|  |                          |  |  |  |  |  |  |  |  |  |  |  |  |  |  |  |
|  |                          |  |  |  |  |  |  |  |  |  |  |  |  |  |  |  |
|  | 6. Michele Morosini      |  |  |  |  |  |  |  |  |  |  |  |  |  |  |  |
|  |                          |  |  |  |  |  |  |  |  |  |  |  |  |  |  |  |
|  |                          |  |  |  |  |  |  |  |  |  |  |  |  |  |  |  |
|  | 3. Tomasina Morosini     |  |  |  |  |  |  |  |  |  |  |  |  |  |  |  |
|  |                          |  |  |  |  |  |  |  |  |  |  |  |  |  |  |  |
|  |                          |  |  |  |  |  |  |  |  |  |  |  |  |  |  |  |

### Družina
Andrejeva prva žena Fenena Kujavijska (umrla 1295) je leta 1291 ali 1292 rodila hčerko Elizabeto. Hčerko so leta 1298 zaročili z Venčeslavom, naslednikom Venčeslava II.Češkega. Zaroko so leta 1305 razdrli. Elizabeta je odšla v dominikanski samostan v Tössu, kjer je kot nuna umrla 5. maja 1338. Elizabeto zdaj v Tössu častijo kot blaženo.
Andrejeva druga žena Agneza Avstrijska je bila rojena leta 1280. Preživela je svojega moža, vendar se ni ponovno poročila. Umrla je leta 1364 v samostanu ubogih klaris v Königsfeldenu.